# Yorktown (Virginia)
Yorktown is een plaats (census-designated place) in de Amerikaanse staat Virginia, en valt bestuurlijk gezien onder York County.

## Geschiedenis
De stad werd gesticht op 16 augustus 1691.

## Demografie
Bij de volkstelling in 2000 werd het aantal inwoners vastgesteld op 203.

## Geografie
Volgens het United States Census Bureau beslaat de plaats een oppervlakte van
1,7 km², geheel bestaande uit land. Yorktown ligt op ongeveer 22 m boven zeeniveau.

## Plaatsen in de nabije omgeving
De onderstaande figuur toont nabijgelegen plaatsen in een straal van 20 km rond Yorktown.